# Прапор Сен-Бартельмі
Прапор Сен-Бартельмі — неофіційний прапор Сен-Бартельмі. Попри свій неофіційний статус дуже поширений на острові. Співвідношення сторін прапора 2:3. Оскільки Сен-Бартельмі є заморською територією Франції офіційним прапором острова є французький триколор. 
Прапор є білим полотнищем, на якому зображений герб Сен-Бартельмі.